# Gruszyczka karpacka
Gruszyczka karpacka (Pyrola carpatica Holub & Křísa) – gatunek rośliny z rodziny wrzosowatych. Endemit Karpat. W Polsce jest gatunkiem bardzo rzadkim; rośnie tylko w Tatrach Zachodnich. Opisano tutaj tylko 2 stanowiska: na Małym Giewoncie na wysokości około 1720 m i na zachodnich zboczach Kopy Kondrackiej na wysokości około 1780-1800 m.

## Morfologia
ŁodygaDo 15 cm wysokości.
LiścieSkórzaste, zimozielone, długoogonkowe, szerokojajowate lub okrągławe.
KwiatyZebrane w grono złożone z kilku-kilkunastu kwiatów. Kwiaty o średnicy około 10 mm, nieco grzbieciste. Działki kielicha trójkątnie lancetowate. Płatki korony białe, szeroko rozpostarte, około dwa razy dłuższe od działek. Szyjka słupka wygięta ku dołowi, długości około 9 mm.
OwocKulista torebka z bardzo drobnymi nasionami.

## Biologia i ekologia
Bylina, hemikryptofit, oreofit. Rośnie w murawach naskalnych, na podłożu bogatym w węglan wapnia. Kwitnie w lipcu. Gatunek charakterystyczny wysokogórskich muraw nawapiennych ze związku Seslerion tatrae.

## Zagrożenia i ochrona
Roślina umieszczona w Polskiej Czerwonej Księdze Roślin oraz na polskiej czerwonej liście w grupie gatunków zagrożonych (EN).